# Mezinárodní olympijský výbor
Mezinárodní olympijský výbor (MOV, francouzsky: Comité international olympique, anglicky: International Olympic Committee, IOC) je organizace sídlící v Lausanne ve Švýcarsku, založená Pierrem de Coubertinem spolu s Demetriusem Vikelasem a Jiřím Guthem v Paříži 23. června 1894 s cílem obnovit tradici antických olympijských her. K MOV patří 206 národních olympijských výborů. Celosvětově uznávané stanovy této organizace jsou všeobecně známy pod názvem Olympijská charta.
Od roku 2025 je jeho předsedkyní Kirsty Coventryová ze Zimbabwe.
Mezinárodní olympijský výbor organizuje letní a zimní olympijské hry. První moderní letní olympijské hry se konaly v roce 1896 v Athénách v Řecku. První zimní olympijské hry se konaly v roce 1924 v Chamonix ve Francii. Olympismus je životní filosofie, spojující vyrovnanost a kvality těla a ducha. Sport se míchá s kulturou a výchovou, olympismus hledá a vytváří životní styl založený na principu radosti z úsilí, výchovné hodnoty dobrého příkladu a respektování morálních principů.
Amnesty International kritizovala MOV za to, že nedokázal vyvinout dostatečný tlak na dodržování lidských práv v Číně. MOV se také smířil s cenzurou Internetu v Číně během olympijských her, což bylo v rozporu s 5. hlavní zásadou olympismu, definovanou v Olympijské chartě v části Základní principy olympismu.

## Předsedové MOV

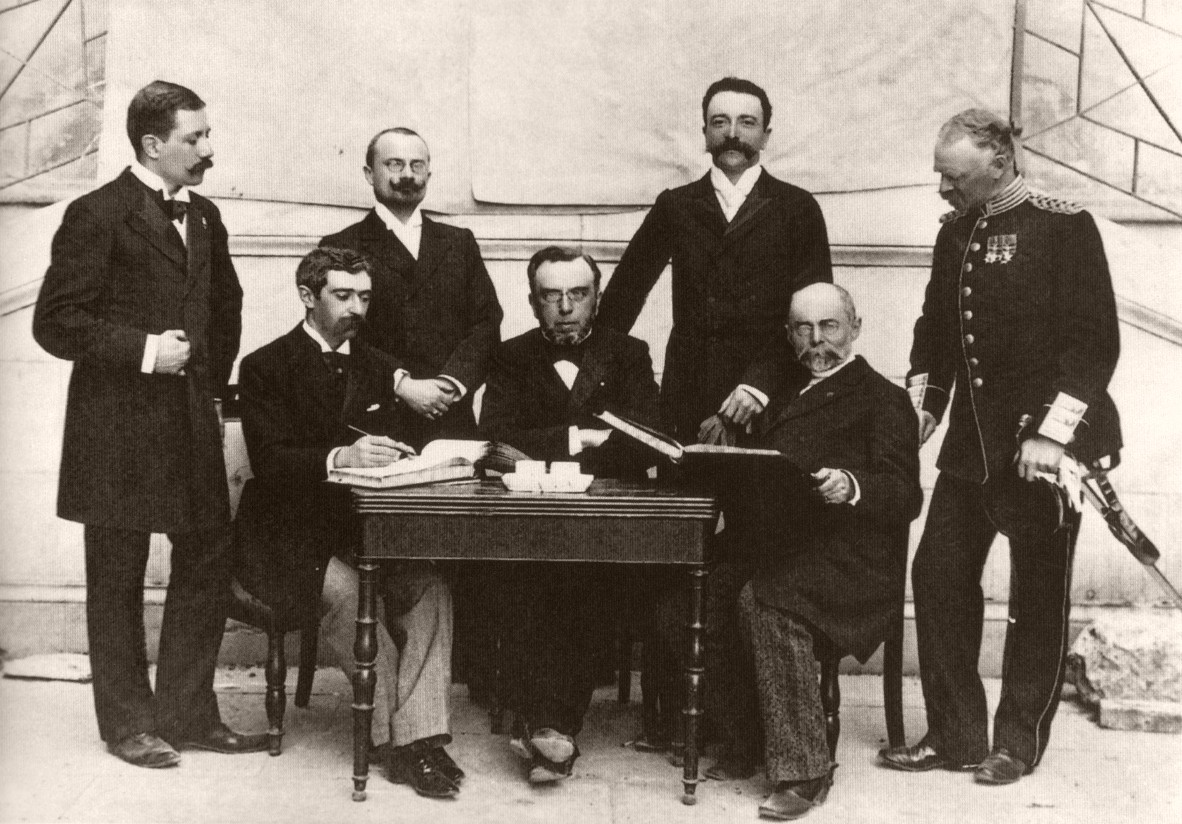
Mezinárodní olympijský výbor 1896 v Athénách. Stojící zleva: Gebhardt (Německo), Guth-Jarkovský (Čechy), Kemény (Uhersko), Balck (Švédsko); sedící: Coubertin (Francie), Vikelas (Řecko), Butovskij (Rusko). Foto: Albert Meyer

- Demetrius Vikelas (1894–1896, ve funkci 2 roky)
- Pierre de Coubertin (1896–1925, 29 let)
- Henri de Baillet-Latour (1925–1942, 17 let)
- Sigfrid Edström (1942–1952, 10 let)
- Avery Brundage (1952–1972, 20 let)
- Lord Killanin (1972–1980, 8 let)
- Juan Antonio Samaranch (1980–2001, 21 let)
- Jacques Rogge (2001–2013, 12 let)
- Thomas Bach (2013–2025, 12 let)[3]
- Kirsty Coventryová (od 2025)

## Akce pořádané MOV
- Letní olympijské hry
- Zimní olympijské hry
- Letní olympijské hry mládeže
- Zimní olympijské hry mládeže

## Složení MOV
Složení MOV je dáno pravidly stanovenými v tzv. Olympijské chartě (platné znění je z roku 2021). Určitou zvláštností je, že na uvolněná místa v MOV si vybírá a volí své nové  členy samotný MOV. Hlavní pravidla (kapitola 2 Olympijské charty):
- Členové MOV jsou fyzické osoby starší osmnácti let. Celkový počet členů MOV nesmí přesáhnout 115
- Většina členů je těch, jejichž členství není vázáno ke konkrétní funkci nebo úřadu; počet těchto členů nesmí být větší než 70, nejvýše jeden státní příslušník z jedné země
- Dalšími členy mohou být aktivní sportovci, jejichž celkový počet nesmí být větší než 15
- Členy MOV mohou být i předsedové nebo jiné osoby zastávající výkonné či vedoucí funkce nejvyšší úrovně v Mezinárodních sportovních federacích, v asociacích Mezinárodních federací nebo jiných organizacích uznaných MOV; jejichž celkový počet nesmí být větší než 15
- Dále mohou být členy MOV předsedové nebo osoby zastávající výkonné či vedoucí funkce nejvyšší úrovně v Národních olympijských výborech, popřípadě ve světových či kontinentálních asociacích Národních olympijských výborů; jejich celkový počet nesmí být větší než 15, nejvýše jeden takový člen za každou zemi

## Dosavadní čeští či českoslovenští členové MOV
- Jiří Stanislav Guth-Jarkovský (zakládající člen MOV, členem byl v letech 1894–1943)
- Josef Gruss (členem v letech 1946–1965)
- František Kroutil (členem v letech 1965–1981)
- Vladimír Černušák (členem v letech 1981–1992)
- Věra Čáslavská (členkou v letech 1995–2001)
- Jan Železný (členem v letech 2004–2012)
- Jiří Kejval (členem od roku 2018)[5]